# Hugh Edwin Strickland
Hugh Edwin Strickland, född den 2 mars 1811 i Righton, Yorkshire, död den 14 september 1853 nära Retford, Nottinghamshire, var en engelsk zoolog och geolog.
Strickland blev Fellow of the Royal Society 1852. Han skrev bland annat Ornithological synonyms (utkommen postumt 1855).